# Forces armées omanaises
Les forces armées omanaises sont constituées de l'armée royale d'Oman, de la marine du Sultanat d'Oman (4 200 hommes), des forces aériennes du Sultanat d'Oman et d'autres composantes de défense du Sultanat d'Oman. Elles disposent de plus 70 000 personnels actifs et de 20 000 réservistes. Le commandant en chef en est le sultan Haïtham ben Tariq.

## Historique et déploiements

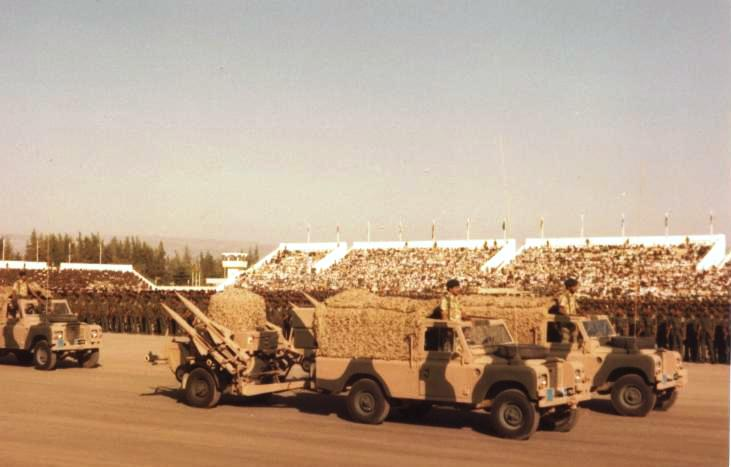
Véhicules anti-aériens des forces armées omanaises en 2008. On distingue des missiles Rapier.

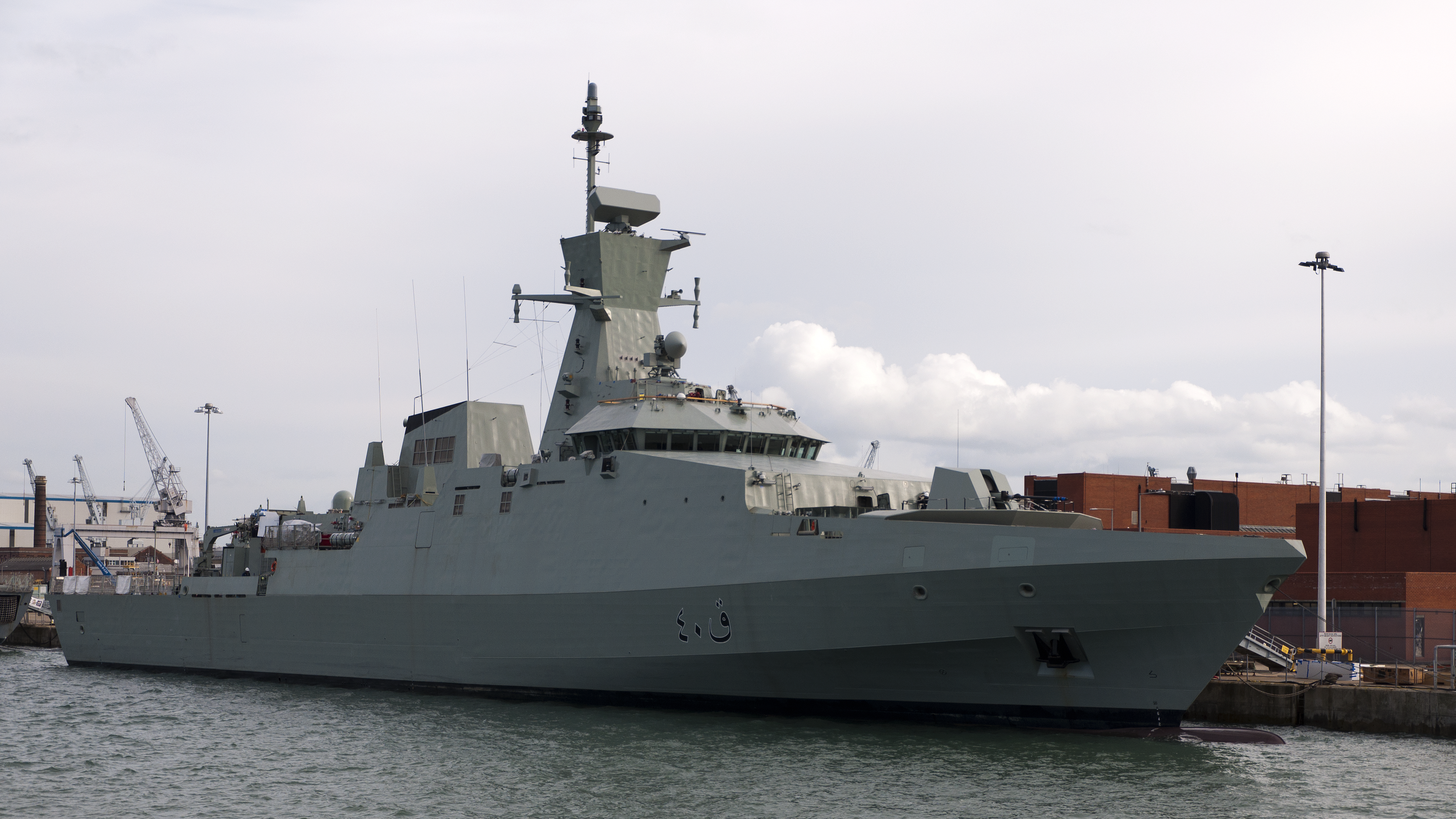
La corvette Al-Shamikh de classe Khareef de la marine royale omanaise. Oman dispose de 3 navires de ce type.

Oman est membre du Conseil de coopération du Golfe. Elles ont notamment participé à la guerre du Dhofar de 1964 à 1976 et déployèrent un bataillon d'infanterie, membre du « Bouclier de la Péninsule » lors de la guerre Iran-Irak. Ses quartiers-généraux sont situés à Mascate, capitale du pays.

## Équipement
Elles sont principalement équipées par les États-Unis, le Royaume-Uni, la Ligue arabe, l'Inde et la Russie.
L'armée de terre dispose notamment d'un régiment de Challenger 2 et d'un régiment de M60 Patton (principalement des M60A3). Le fusil d'assaut standard du fantassin est le INSAS produit par les Indian Ordnance Factories.